# Эскадренные миноносцы типа «Хатакадзэ»
Тип «Хатакадзэ» (яп. はたかぜ型護衛艦) — серия японских эскадренных миноносцев 1980-х годов. Созданы для обеспечения ПВО в составе эскортных флотилий. В соответствии с программами 1981 и 1983 годов, в 1983—1988 годах были построены два корабля этого типа, строительство третьего было предложено в 1985 году, но утверждено не было. Помимо своих основных функций, оба корабля способны выполнять роль флагманских кораблей флотилий в тех случаях, когда обычно выполняющие эту роль эсминцы-вертолётоносцы типов «Харуна», «Сиранэ» или «Хьюга» по тем или иным причинам отсутствуют. По состоянию на 2021 год, оба эсминца типа «Хатакадзэ» используются как учебные корабли.

## Представители
| Название                                        | Номер   | Судоверфь          | Заложен    | Спущен     | В строю    | Порт приписки | Судьба                                         |
| ----------------------------------------------- | ------- | ------------------ | ---------- | ---------- | ---------- | ------------- | ---------------------------------------------- |
| Хатакадзэ (яп. 旗風 вымпельный (флажной) ветер) | DDG 171 | Мицубиси, Нагасаки | 20.05.1983 | 09.11.1984 | 27.03.1986 | Йокосука      | С 19 марта 2020 переоборудован в учебное судно |
| Симакадзэ (яп. 島風 островной ветер)            | DDG 172 | Мицубиси, Нагасаки | 13.01.1985 | 30.01.1987 | 23.03.1988 | Майдзуру      | С 19 марта 2021 переоборудован в учебное судно |